# Вергельська Анна Олександрівна
Анна Вергельська (нар. 25 жовтня 1988, Київ) — українська модель, видавець і філантроп. Посіла перше місце на всеукраїнському конкурсі краси Міс Україна — Всесвіт 2015. Представляла Україну на Міс Всесвіт.

## Життєпис
Народилася в Києві, 22 жовтня 1988. Закінчила Міжрегіональну академію управління персоналом за спеціальністю менеджмент міжнародної економічної діяльності.
Згодом вивчала моду в Центральному коледжі мистецтва та дизайну імені Святого Мартіна в Лондоні.
Стала моделлю у 18 років. Працювала з такими брендами: Samsung, Кока-Кола, КЮЗ.
18 жовтня 2015 Анна Вергельська виграла на всеукраїнському конкурсі краси Міс Україна — Всесвіт 2015
Анна представляла Україну на міжнародному конкурсі Міс Всесвіт 20 грудня, 2015 року в Лас-Вегасі.
У жовтні 2018 Анна стала співзасновником і співвидавцем журналу «L'Officiel Austria».

## Благодійність
Модель є засновницею благодійного фонду «Мамине Серце», що займається допомогою хворим новонародженим дітям, в тому числі збором коштів на придбання медичного обладнання для дитячої лікарні Охматдит.
26 травня 2016 було організоване благодійне шоу «Українські Вечори» зі збором коштів на обладнання для дитячого відділення інституту нейрохірургії імені А. П. Ромоданова.
У 2017 у співпраці з фондом Manus Dei на благодійному вечорі «Повір в силу добра Св. Миколая» вдалося зібрати близько 300 тис. грн на купівлю обладнання для Київської міської дитячої лікарні № 1.
У жовтні 2017 відбувся благодійний аукціон по збору коштів на порятунок життя Євгенія Бессараба.